# Sporting Saint Mirren Football Club
Lo Sporting Saint Mirren Football Club è una società calcistica con sede a Accra in Ghana.
Il club milita nella seconda serie ghanese.

## Stadio
Il club gioca le gare casalinghe al Ohene Djan Stadium che ha una capacità di 45000 posti a sedere.

## Statistiche
- Ghana Premier League: 2008
- Poly Tank Division One League: ?

## Gemellaggi
- St. Mirren Football Club